# Symfonie nr. 53 (Hovhaness)
Alan Hovhaness voltooide zijn Symfonie nr. 53 "Star Dawn" opus 377 in 1983.
Hovhaness baseerde zijn symfonie, opnieuw voor harmonieorkest (symphonic band) op een zinsnede van Dante Alighieri. Hovhaness verplaatste dat naar zijn eigen tijd, waarin de planeet Aarde overbevolkt dreigde te raken en de mens zich daar ook bewust van werd (in de ogen van de componist onvoldoende). De componist zag Mars als een uitwijkmogelijkheid.
De symfonie is in haar definitieve vorm geen symfonie (meer). Het bestaat nog maar uit twee delen, een derde is door de componist geschrapt. Het is onbekend welk deel geschrapt is, maar gezien het abrupte eind van deel 2 en dus de symfonie, zal dat toch het oorspronkelijke deel 3 geweest zijn. Het eerste deel laat de ruimtereis van de mens horen, weergegeven door de lange melodielijnen, op de achtergrond geven de buisklokken de sterren weer.
De symfonie klokt slechts minder dan 14 minuten met een eerste deel (maestoso sostenuto) op amper 9 minuten en deel 2 (moderato sostenuto con molta espressione) op 4½ minuten. Volgens de reconstructie van Hovhaness's leven las de componist het werk van Dante al op jeugdige leeftijd. De inspiratie leverde toen of een manuscript op dat later is hergebruikt of het leverde een melodie op die alleen in het hoofd van de componist bestond.

## Orkestratie
- dwarsfluit speelt ook piccolo, hobo en 1 althobo, esklarinet, besklarinet, altklarinet, basklarinet, contrabasklarinet, fagot, contrafagot;
- 2 altsaxofoons, tenorsaxofoon, baritonsaxofoon;
- 4 hoorns, 5 C-trompetten, 3 trombones, 2 eufoniums, 1 tuba
- pauken en 4 man / vrouw percussie.

## Première
Het werk geschreven in opdracht van Charles D. Yates voor het San Diego State University Wind Ensemble. De eerste uitvoering werd verzorgd door de concertband van Yale in februari 1990. Thomas Duffy was toen dirigent.

## Discografie
- Uitgave Naxos: Dirigent was Keith Brion; orkest was het Royal Scottish Academy of Music and Drama Wind Orchestra
- Uitgave Delos: Ohio State University Concert Band o.l.v. Keith Brion